# Ampelodesmos mauritanica
Ampelodesmos mauritanica é uma espécie de planta com flor pertencente à família Poaceae. 
A autoridade científica da espécie é (Poir.) T.Durand & Schinz, tendo sido publicada em Conspectus Florae Africae 5: 874. 1894.

## Portugal
Trata-se de uma espécie presente no território português, nomeadamente em Portugal Continental.
Em termos de naturalidade é introduzida na região atrás indicada.

## Protecção
Não se encontra protegida por legislação portuguesa ou da Comunidade Europeia.